# جو دالاس
جو دالاس (بالإنجليزية: Joe Dallas)‏ هو ناشط حقوق إل جي بي تي أمريكي، ولد في 1954.